# Leif Jepsen
Leif Jepsen (2. januar 1938 i Glostrup – 26. november 2013) var en dansk kunstmaler og grafiker.
Jepsen var uddannet på Kunstakademiet hos professorerne Egill Jacobsen og Dan Sterup-Hansen 1963-67. Han var en af "murens mænd", der i 1968 var med til at sætte fokus på den midtjyske by Brande med de dengang meget omtalte gavlmalerier,
1968 modtog Jepsen Kunstakademiets sølvmedalje og udførte blandt andet et relief for Statens Kunstfond på Åbenrå Postkontor i 1970.